# Ekonomiåret 1866

## Händelser
- Panic of 1866.[1]

## Bildade företag
- Kockums mekaniska verkstads AB.[2]

### Fotnoter
1. ↑  ”The Panic of 1873” (på engelska). University of California Press. http://publishing.cdlib.org/ucpressebooks/view?docId=ft287004zv&chunk.id=d0e8451&toc.id=d0e8451&brand=eschol. Läst 27 februari 2015.
2. ↑  ”Kockums mekaniska verkstadsaktiebolag”. Nordisk familjebok. 11 mars 1911. https://runeberg.org/nfbn/0260.html. Läst 27 februari 2015.